# Moiivka, Cernivți
Moiivka (în ucraineană Моївка) este o comună în raionul Cernivți, regiunea Vinnița, Ucraina, formată numai din satul de reședință.

## Demografie
Componența lingvistică a satului Moiivka
     Ucraineană (99,02%)
     Alte limbi (0,84%)
Conform recensământului din 2001, majoritatea populației satului Moiivka era vorbitoare de ucraineană (99,02%), existând în minoritate și vorbitori de alte limbi.